# Brillengrasmücke

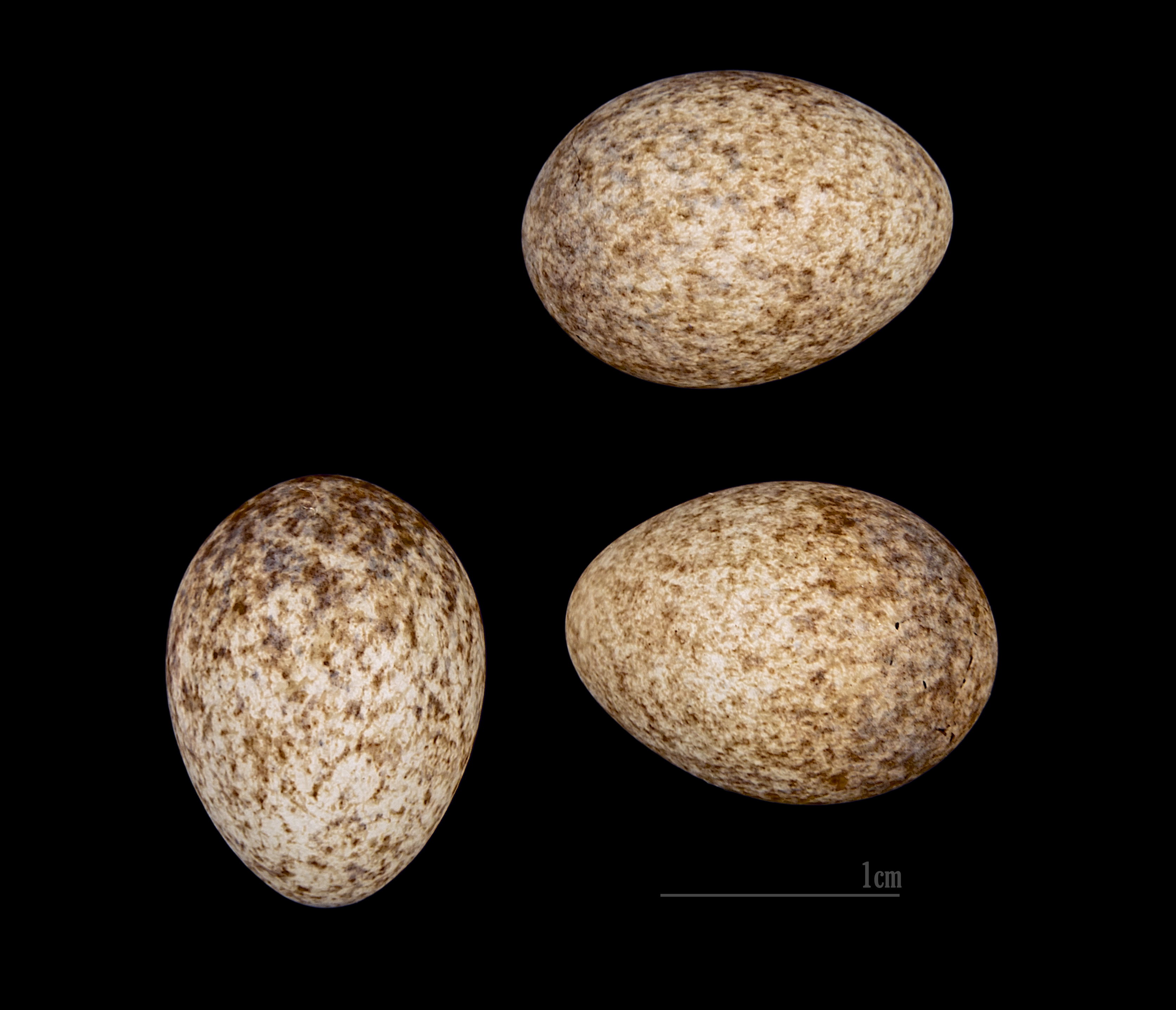
Eier der Brillengrasmücke

Die Brillengrasmücke (Curruca conspicillata, Syn.: Sylvia conspicillata) ist ein Singvogel aus der Familie der Grasmückenartigen (Sylviidae).

## Beschreibung
Die Brillengrasmücke ähnelt sehr der Dorngrasmücke. Sie ist mit einer Körperlänge von 12 bis 13 Zentimetern und einem Gewicht von  8 bis 10 Gramm aber kleiner und schlanker. Der Kopf des Männchens ist grau mit einer weißen Kehle und schwarzen Ohrdecken, der Bereich zwischen Auge und Schnabelansatz ist ebenfalls schwarz. Der Augenring ist weiß. Der Rücken ist graubraun, das Rosagrau der Brust ist dunkler als bei der Dorngrasmücke. Die Flügel sind bei beiden Geschlechtern einfarbiger rostbraun und kürzer als bei der Dorngrasmücke. Das Weibchen hat einen brauneren Kopf als die weiblichen Dorngrasmücken.

## Stimme
Der Ruf der  Brillengrasmücke besteht aus hellen, trocken surrenden „drrs“, die oft zu langen Folgen mit kurzen eingeschobenen Silben gereiht werden, etwa „drrrr-dr-dr-drrrr“.
Der Gesang ist ein schnelles rasches Zwitschern, das oft mit mehreren klaren Pfeiftönen beginnt und an eine Haubenlerche erinnert.

## Verbreitung und Lebensraum
Das kleine westpaläarktisch-mediterrane Brutgebiet umfasst in Europa Spanien, den Süden Frankreichs, das mittlere und südliche Italien, Sardinien, Korsika, die Balearen, die Kapverdischen Inseln und die Kanaren. Südlich daran anschließend besiedelt die Art auch den Norden Afrikas von Marokko nach Osten bis Libyen. Geographisch isoliert kommt die Brillengrasmücke außerdem in einem kleinen Areal im Nahen Osten vor (Zypern, Syrien, Libanon, Israel und Jordanien). Die europäischen Populationen ziehen zum Überwintern ins nördliche Afrika, die südlichen Populationen sind überwiegend Standvögel.
Die Brillengrasmücke brütet in niedrigem Gebüsch an Berghängen, in Gestrüpp und krautigem Bewuchs von Halbwüsten und Salzsteppen.